# Parada de Cima
Parada de Cima é uma aldeia da antiga freguesia de Fonte de Angeão, do município de Vagos, Distrito de Aveiro em Portugal. Parada de Cima era o maior lugar desta freguesia com aproximadamente 380 habitantes.